# C3H9O3P
化学式C3H9O3P（摩尔质量：124.076 g/mol）可能指：
- 甲基膦酸二甲酯，CAS号：756-79-6
- 亚磷酸三甲酯，CAS号：121-45-9